# Guaruba guarouba
Il parrocchetto dorato (Guaruba guarouba Gmelin, 1788) è un uccello della famiglia degli Psittacidi. È l'unica specie del genere Guaruba Lesson, 1830.

## Descrizione
È uno dei parrocchetti di maggior effetto, con colorazione base giallo intenso con copritrici primarie e secondarie verde scuro, anello perioftalmico bianco, becco grigiastro, iride bruna, zampe rosate. Ha una taglia attorno ai 34 cm. I soggetti immaturi sono di colore verde oliva invece che gialli.

## Distribuzione e habitat
È endemico del bacino dell'Amazzonia brasiliana. È in pericolo di estinzione e in cattività sono poche le coppie riproducenti; una di queste è alloggiata presso il Busch Garden a Tampa in Florida e detiene il record di prole procreata, con 30 piccoli, 5 dei quali allevati dai genitori e non a mano dagli esperti del centro.

## Biologia

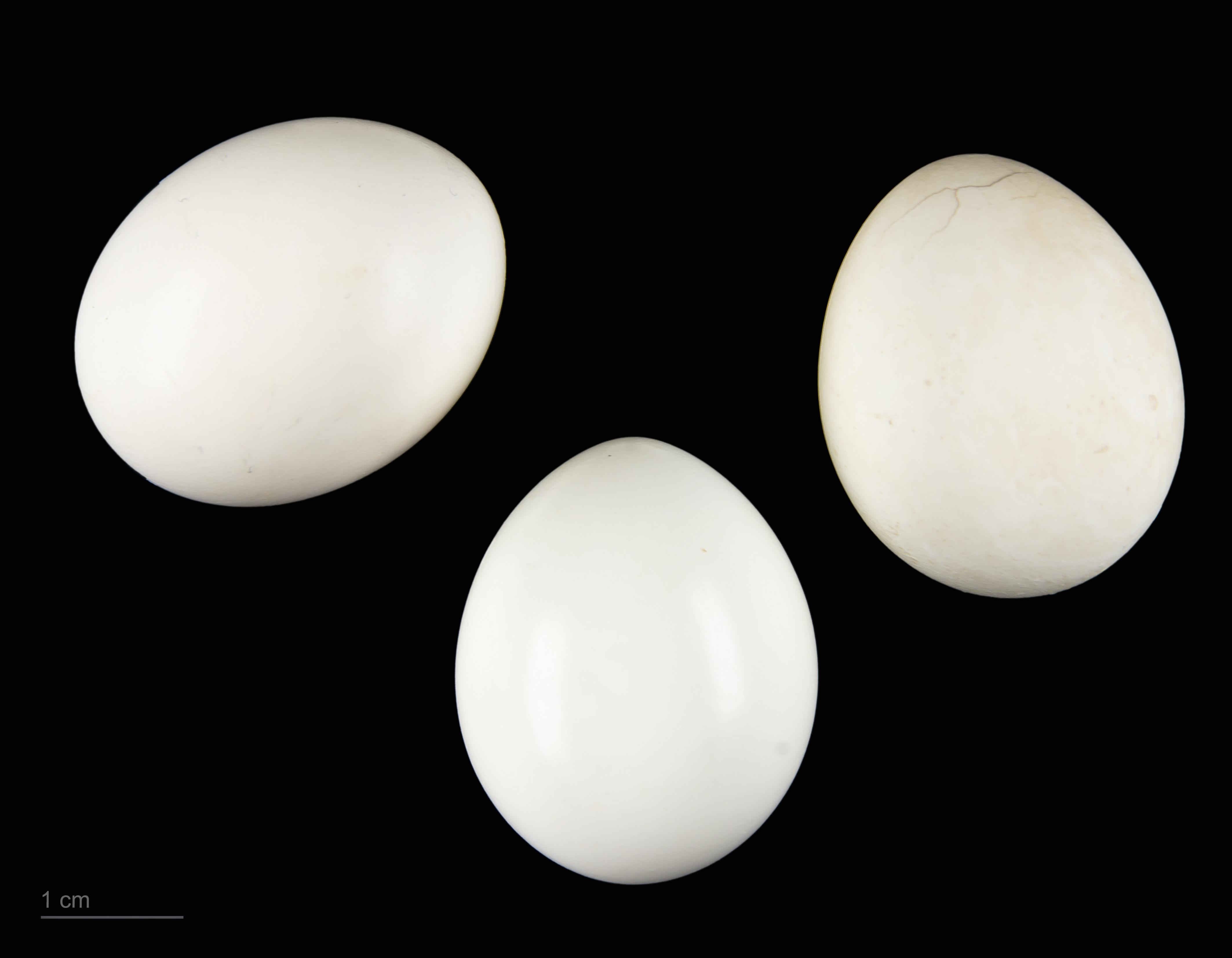
Guaruba guarouba

Predilige le foreste primarie tropicali; è nomade e si muove sempre alla ricerca di nuove fonti di cibo: frutta, bacche, semi e noci. Poco si sa sulle sue abitudini riproduttive. Secondo alcuni autori, il 13 ottobre 1912 un naturalista trovò una femmina uccisa da poco con un uovo formato nell'ovidotto. Ciò attesterebbe che il periodo riproduttivo della specie è quello tardo autunnale-invernale. Si tratta però di una notizia insufficiente a garantire la veridicità del dato.